# Xã Newman, Quận Douglas, Illinois
Xã Newman (tiếng Anh: Newman Township) là một xã thuộc quận Douglas, tiểu bang Illinois, Hoa Kỳ. Năm 2010, dân số của xã này là 1.080 người.